# Биков Валерій Олексійович
Валерій Олексійович Биков (нар. 19 грудня 1938, місто Куйбишев, тепер Самара, Російська Федерація) — радянський і російський вчений, державний діяч, міністр медичної і мікробіологічної промисловості СРСР. Член Центральної Ревізійної Комісії КПРС у 1986—1990 роках. Депутат Верховної Ради СРСР 11-го скликання. Кандидат технічних наук (1979), доктор технічних наук (1989), професор (1991). Академік Російської академії наук (2013). Академік Російської академії медичних наук (1997). Академік Російської академії сільськогосподарських наук (2005).

## Життєпис
Народився в родині службовця.
У 1961 році закінчив Куйбишевський індустріальний інститут імені Куйбишева, інженер-механік з машин та апаратів хімічних виробництв.
У 1961—1964 роках — асистент кафедри «машини та апарати хімічних виробництв» Куйбишевського індустріального інституту імені Куйбишева.
У 1964—1967 роках — механік установки Кіриського нафтопереробного заводу Ленінградської області.
Член КПРС з 1966 року.
У 1967—1968 роках — інспектор хімічного відділу Північно-Західного округу Держгіртехнагляду СРСР в місті Кіриші Ленінградської області.
У 1968—1971 роках — заступник головного механіка Кіриського нафтопереробного заводу імені 50-річчя ВЛКСМ Ленінградської області.
У 1971—1976 роках — директор Кіриського біохімічного заводу Ленінградської області.
У 1976—1979 роках — 1-й секретар Кіриського міського комітету КПРС Ленінградської області.
У 1979—1985 роках — завідувач сектора мікробіологічної промисловості відділу хімічної промисловості ЦК КПРС.
У липні — листопаді 1985 року — начальник Головного управління мікробіологічної промисловості при Раді міністрів СРСР.
29 листопада 1985 — 27 червня 1989 року — міністр медичної та мікробіологічної промисловості СРСР.
17 липня 1989 — 1 квітня 1991 року — міністр медичної промисловості СРСР.
У 1991—2013 роках — генеральний директор науково-виробничого об'єднання (ФДБНУ) «ВІЛАР» (Всеросійський науково-дослідний інститут лікарських і ароматичних рослин) і директор науково-дослідного центру біологічних структур. З 2013 року — радник директора ФДБНУ «ВІЛАР» (Всеросійський науково-дослідний інститут лікарських і ароматичних рослин)
Одночасно у 1990—1997 роках — завідувач кафедри біотехнології лікарських засобів 1-го Московського медичного інституту імені Сєченова. З 1995 року — завідувач кафедри загальної фармацевтичної і біомедичної технології Російського університету Дружби народів.
Опублікував понад 300 наукових праць. Має понад 80 авторських свідоцтв і патентів на винаходи. Основний напрямок наукових робіт — теоретичне обґрунтування і розробка основ біомедичної технології. Працював у галузі метаболоміки, нанобіомедтехнологій, репродукції тканин і біопродукування, збереження біоструктур, а також створення біотест-систем. 
Головний редактор науково-практичного журналу «Питання біологічної, медичної та фармацевтичної хімії». Почесний доктор Воронезького державного університету.

## Нагороди і звання
- орден Трудового Червоного Прапора (1976)
- орден Дружби (Російська Федерація) (2005)
- медалі
- Премія уряду Російської Федерації в галузі освіти (2007)
- Заслужений діяч науки Російської Федерації (1998)
- Почесний працівник вищої професійної освіти Росії (1998)